# Proces twórczy w projektowaniu
Proces twórczy w projektowaniu

## Projektowanie jako akt twórczy

### Projektowanie twórcze
Projektowanie twórcze to takie działanie które prowadzi do powstania czegoś oryginalnego co nie posiada wzorca. Proces dochodzenia do końcowego rezultatu jest nie zdefiniowany. Dostępność informacji jest nie pełna. Rezultat jest zależny od intelektu twórcy (projektanta), a niezależny od użytego sprzętu, oprogramowania.

### Stadia projektowania
W procesie projektowania można wyróżnić cztery stadia:
- preparacja (przygotowanie, zapoznanie się z problemem)
- inkubacja (dojrzewanie idei)
- iluminacja (dostrzeżenie rozwiązania)
- weryfikacja (urealnienie rozwiązania)

## Techniki heurystyczne jako przydatne „narzędzie” w poszukiwaniu rozwiązania
Techniki heurystyczne nie podają gotowego rozwiązania lecz formułują reguły użyteczne postawy użyteczne w rozwiązaniu zadania.

### Burza mózgów
Za twórcę obecnego kształtu „burzy mózgów” uznaje się Amerykanina Alexa F. Osborna. Wzmianki o podobnej technice pochodzą już z XVI z Indii. Stosowana wtedy technika w języku hindi nosiła nazwę prai-barshana i nakazywała odraczanie dyskusji aż do wyczerpania pomysłów na rozwiązanie problemu.
Obecnie „burza mózgów” opiera się na dwóch zasadach:
zasada odroczonego wartościowania – oddzielenie fazy generowania pomysłów od fazy ich oceny;
zasada ilości przechodzącej w jakość – maksymalizacji ilości formułowanych pomysłów rozwiązań.
„Burza mózgów” jest metodą grupowego rozwiązywania problemu. W spotkaniu uczestniczy kilkanaście osób o zróżnicowanej profesji, zdolnościach, płci itd. Praca grupy przebiega od generowania pomysłów poprzez udoskonalanie i wartościowanie pomysłów aż do wyboru najlepszego rozwiązania.

### Analiza morfologiczna
Analiza morfologiczna jest logiczno-analityczną metodą poszukiwania rozwiązania dowolnego problemu która polega na systematycznej analizie wszystkich możliwych rozwiązań.
Twórcą tego działu metod heurystycznych jest Franz Zwicky, szwajcarski astrofizyk. Swój pomysł oparł na pracach R. Lullusa.
Główne cechy analizy morfologicznej to :
- jest rzeczą pewną, że oprócz istniejących rozwiązań mogą istnieć rozwiązania lepsze
- jeśli dysponujesz wiedzą o przedmiocie zadania to systematyzacja działań i konieczność precyzowania osądów zwiększą możliwość dostrzeżenia nowego, lepszego rozwiązania
- oddziel fazę poszukiwania nowych rozwiązań od fazy ich wartościowania i wyboru

### Synektyka
Synektyka łączy cechy „burzy mózgów” i analizy morfologicznej: emocjonalność i racjonalność. Twórcą jest William J.J. Gordon.
Główne założenia synektyki to:
- należy odrzucić utarte reguły i pozornie niepodważalne prawdy
- należy tworzyć działając zbiorowo
- należy stosować zasadę odroczonego wartościowania pojawiających się rozwiązań problemu

W. Gordon podkreśla że o efektywności sesji synektycznej decyduje atmosfery gry-zabawy.

### Algorytm rozwiązania zadań wynalazczych ARIZ
Twórcą metody jest Rosjanin H. Altszuller. Swój pomysł oparł na analizie  ok. 25 tys. wniosków patentowych oraz zasadach „sztuki odkrywania” B. Bolzana.
Metoda ma głównie zastosowanie do rozwiązania zadań wynalazczych z zakresu mechaniki inżynierskiej.
Główne zasady to:
rozwiązując zadania wynalazcze sięgaj do pojęcia „wyniku idealnego”;
dążąc do osiągnięcia wyniku idealnego identyfikuj napotkane sprzeczności techniczne;
eliminując sprzeczności techniczne sięgaj do typowych sposobów ich rozwiązania.

### Metoda rozwiązania idealnego
Twórcą tej metody jest Gerald Nadler. Zakłada on że projektowanie powinno się rozpocząć od wizji stanu idealnego. Sprzeciwiał się natomiast rozpoczynania pracy od analizy stanu obecnego bo jego zdaniem prowadzi to do utrwalenia istniejących wzorców oraz niewielkiej zmiany. Stan idealny jest wzorcem do którego zmierza projektant. W czasie trwania prac stopniowo odchodzi się od stanu idealnego zmierzając do urealnienia projektu.

## Warunki skuteczności twórczego myślenia
- u osób biorących udział w procesie twórczego myślenia powinien wystąpić wewnętrzne przekonanie do takich działań oraz przekonanie o możliwości znalezienia rozwiązania;
- pożądane jest umiejętne wykorzystanie wiedzy, umiejętności, uzdolnień uczestników procesu poszukiwania rozwiązania;
- konieczny jest trening i doświadczenie w stosowaniu technik heurystycznych;
- grupowa praca jest bardziej efektywna niż praca w izolacji od siebie;
- wynik pracy grupy może zostać zniekształcony przez wewnętrzne konflikty i nieumiejętność ich rozwiązania dlatego bardzo potrzebny jest lider.